# 9 kwietnia
9 kwietnia jest 99. (w latach przestępnych 100.) dniem w kalendarzu gregoriańskim. Do końca roku pozostaje 266 dni.

## Święta
- Imieniny obchodzą: Achacy, Achacjusz, Antoni, Celestyna, Demetria, Demetriusz, Dobrosława, Dominika, Duszan, Eupsychia, Eupsychiusz, Franciszek, Heliodor, Hilary, Hilaria, Hugo, Innocenty, Kasylda, Katarzyna, Konrad, Maja, Marceli, Maria, Matron, Notger, Prochor, Reginald, Tankred, Tomasz, Ubald, Wadim, Waldetruda i Walter.
- Filipiny – Dzień Bohaterów
- Tunezja – Dzień Męczenników
- Wspomnienia i święta w Kościele katolickim obchodzą[1][2]:
  - św. Achacy z Amidy (biskup)
  - św. Dymitr z Tesaloniki (męczennik) (również 26 października)
  - św. Eupsychiusz z Cezarei (męczennik)
  - św. Hugo z Rouen (biskup)
  - bł. Katarzyna Celestyna Faron (dziewica i zakonnica)
  - bł. Lindalwa Justo de Oliveira (szarytka)
  - św. Maria Kleofasowa (krewna św. Maryi)
  - św. Waldetruda (ksieni)

## Wydarzenia w Polsce

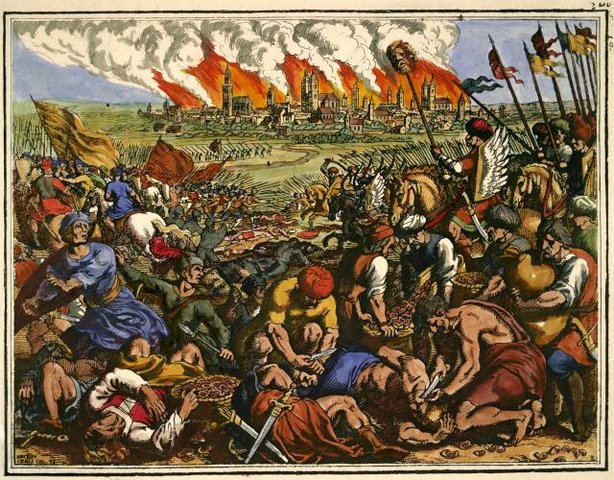
Bitwa pod Legnicą (1241) na miedziorycie Matthäusa Meriana Starszego

- 1193 – Papież Celestyn III wydał bullę zatwierdzającą posiadłość opactwa Najświętszej Marii Panny na Piasku we Wrocławiu.
- 1241 – I najazd mongolski na Polskę: klęska wojsk polskich wspieranych przez rycerzy cudzoziemskich w bitwie pod Legnicą. W jej trakcie poległ dowodzący wojskami polskimi książę śląski, krakowski i wielkopolski Henryk II Pobożny oraz dwaj dowódcy hufców: cudzoziemskiego Bolesław Dypoldowic i małopolskiego Sulisław.
- 1332 – Krzyżacy wtargnęli do Polski, zagarniając Kujawy i ziemię dobrzyńską.
- 1424 – Król Władysław II Jagiełło wydał antyhusycki edykt wieluński.
- 1565 – Król Zygmunt II August wydał przywilej zezwalający na lokację na „surowym korzeniu” miasta Zaklików.
- 1782 – Pożar strawił niemal całą zabudowę Sławkowa.
- 1793 – Poseł rosyjski Jakob Sievers i pruski Ludwig Heinrich Buchholtz przedłożyli w Grodnie Generalności konfederacji targowickiej manifest dworów sprzymierzonych, żądając zwołania Sejmu w celu przeprowadzenia II rozbioru.
- 1807 – Napoleon Bonaparte wydał dekret o utworzeniu pułku polskich Szwoleżerów Gwardii.
- 1829 – W nocy z 8 na 9 kwietnia, w wyniku przejścia orkanu atlantyckiego nad Zatoką Gdańską, doszło do cofnięcia wody morskiej, która zablokowała spływ kry z Wisły. Wezbrane wody zalały Żuławy Wiślane, Stare Przedmieście, Wyspę Spichrzów i Ołowiankę na Motławie, Główne i Stare Miasto, Dolne Miasto, a także obszar obecnych dzielnic Stogi, Olszynka i Nowy Port. Była to największa powódź w historii miasta, która zalała ¾ ówczesnej powierzchni Gdańska i trwała prawie 3 tygodnie (do 28 kwietnia). Zginęło w niej kilkadziesiąt osób, a ok. 12 tysięcy ludzi straciło dach nad głową.
- 1831 – Powstanie listopadowe: rozpoczęła się bitwa pod Liwem.
- 1918 – Odbyły się wybory do Rady Stanu Królestwa Polskiego.
- 1922:
  - Uruchomiono podmiejską parową linię tramwajową Łódź-Ozorków.
  - W czasie rewizji w mauzoleum na terenie cmentarza hutniczego w Gliwicach, po otrzymaniu informacji, że przechowywana jest tam broń niemieckich bojówek, nastąpiła eksplozja podłożonej przez Niemców bomby zegarowej, w wyniku czego zginęło na miejscu lub zostało śmiertelnie rannych kilkunastu francuskich żołnierzy.
- 1934 – Poddębice odzyskały prawa miejskie.
- 1936 – Utworzono Fundusz Obrony Narodowej (FON).
- 1937 – W Łodzi przeprowadzono jednogodzinny strajk generalny przeciwko rozwiązaniu przez rząd zdominowanej przez lewicę Rady Miejskiej.
- 1938 – W Teatrze Wielkim w Poznaniu odbyła się polska premiera baletu Harnasie z muzyką Karola Szymanowskiego.
- 1939 – Premiera filmu Doktór Murek w reżyserii Juliusza Gardana.
- 1941 – Niemcy utworzyli getto żydowskie w Częstochowie.
- 1943 – Szef warszawskiego Arbeitsamtu Kurt Hoffmann został zlikwidowany przez dwuosobowy oddział Kedywu.
- 1944 – Ukraińscy nacjonaliści dokonali zbrodni na 43 polskich mieszkańcach wsi Tomaszowce w powiecie kałuskim (województwo stanisławowskie).
- 1945 – Założono Wydawnictwa Szkolne i Pedagogiczne.
- 1965 – Zakończyła się wizyta sekretarza generalnego KC KPZR Leonida Breżniewa.
- 1969 – Zlikwidowano komunikację tramwajową w Legnicy.
- 1984 – Premiera horroru Widziadło w reżyserii Marka Nowickiego.
- 1986 – Abp Francesco Colasuonno został nuncjuszem apostolskim w Polsce.
- 1991 – Z okazji 750. rocznicy bitwy pod Legnicą po raz pierwszy w historii Poczta Polska wydała serię znaczków pocztowych wspólnie z pocztą innego kraju (Deutsche Post).
- 1993 – Zakończono produkcję polskiego silnika S-21, który był montowany w samochodach: Warszawa, Żuk, Tarpan i Nysa.
- 2010 – Sejm RP przyjął ustawę o Służbie Więziennej.

## Wydarzenia na świecie
- 37 – Antiochia w Turcji została zniszczona przez trzęsienie ziemi.
- 193 – Legiony rzymskie obwołały cesarzem Septymiusza Sewera.
- 806 – Heizei został cesarzem Japonii.
- 1137 – Po śmierci Wilhelma X Świętego nową księżną Akwitanii została jego 15-letnia córka Eleonora.
- 1217 – Piotr II de Courtenay został koronowany w Rzymie przez papieża Honoriusza III na władcę Cesarstwa Łacińskiego.
- 1388 – Wojna austriacko-szwajcarska: zwycięstwo wojsk szwajcarskich w bitwie pod Näfels.
- 1413 – Henryk V Lancaster został koronowany na króla Anglii.
- 1440 – Krzysztof Bawarski został królem Danii.
- 1454 – Mediolan i Wenecja zawarły pokój w Lodi.
- 1483 – Edward V York został królem Anglii.
- 1486 – Maksymilian I Habsburg został koronowany w katedrze w Akwizgranie na króla Niemiec.
- 1511 – Na Uniwersytecie w Cambridge założono St John’s College.
- 1523 – Poświęcono ponownie (po przebudowie) kościół św. Małgorzaty w Londynie.
- 1548 – Hiszpański podbój Peru: wojska wicekróla Peru ks. Pedra de la Gasca odniosły decydujące zwycięstwo w bitwie pod Jaquijahuaną nad buntownikam pod wodzą konkwistadora Gonzala Pizarro, który został wzięty do niewoli i ścięty następnego dnia.
- 1555 – Kardynał Marcello Cervini został wybrany na papieża i przyjął imię Marceli II.
- 1567:
  - Cesarz Wielkich Mogołów Akbar zadał decydującą klęskę w bitwie pod Thanesarem buntownikom na czele z gubernatorem Jaunpuru Ali Kuli Chanem.
  - Miało miejsce hybrydowe zaćmienie Słońca widoczne nad Atlantykiem, Maghrebem, południową Europą i środkową Azją.
- 1609 – Wojna osiemdziesięcioletnia: zawarto dwunastoletni rozejm pomiędzy Hiszpanią a zbuntowanymi prowincjami niderlandzkimi.
- 1657 – Abp Giulio Rospigliosi (późniejszy papież Klemens IX) został mianowany kardynałem przez papieża Aleksandra VII.
- 1682 – René-Robert Cavelier de La Salle odkrył deltę Missisipi.
- 1708 – Powstanie Buławina: zwycięstwo powstańców w bitwie nad rzeką Liskowatką.
- 1731 – Papież Klemens XII erygował diecezję Dijon we Francji.
- 1770 – Konfederaci barscy ogłosili w Warnie detronizację króla Stanisława Augusta Poniatowskiego.
- 1779 – Pożar strawił doszczętnie Brezno na Słowacji.
- 1782 – Wojna o niepodległość Stanów Zjednoczonych: rozpoczęła się bitwa koło wysp Les Saintes.
- 1809 – V koalicja antyfrancuska: Austria wypowiedziała wojnę Francji.
- 1821 – Zostali uratowani trzej rozbitkowie z zatopionego przez kaszalota w listopadzie poprzedniego roku statku wielorybniczego „Essex”, przebywający od prawie 4 miesięcy na bezludnej wyspie Henderson na Pacyfiku.
- 1827 – W Wielkiej Brytanii upadł rząd lorda Liverpoola.
- 1838 – Wielki Trek: zwycięstwo wojsk zuluskich nad burskimi w bitwie pod uMgungundlovu.
- 1860 – Na wynalezionym przez Francuza Édouarda-Léona Scotta de Martinville fonautografie zarejestrowano najstarsze nagranie ludzkiego głosu.
- 1861 – Amerykański astronom Horace Tuttle odkrył planetoidę (66) Maja.
- 1865 – Wojna secesyjna: gen. Robert E. Lee podpisał w Appomattox w Wirginii kapitulację wojsk konfederackich, co uważane jest za zakończenie wojny.
- 1867 – Senat Stanów Zjednoczonych ratyfikował zakup Alaski.
- 1887 – Zwodowano brytyjski pancernik wieżowy HMS „Victoria”.
- 1902 – Założono klub tenisowy (obecnie piłkarski) Tennis Borussia Berlin.
- 1905 – W Chinach wykonano ostatnią egzekucję poprzez karę tysiąca cięć.
- 1906 – W Los Angeles miało miejsce tzw. przebudzenie przy Azusa Street, które zapoczątkowało szybki rozwój ruchu zielonoświątkowego.
- 1913:
  - Otwarto nieistniejący już stadion baseballowy Ebbets Field w Nowym Jorku.
  - W Wołgogradzie (wówczas Carycyn) uruchomiono komunikację tramwajową.
- 1914 – Rewolucja meksykańska: doszło do tzw. incydentu w Tampico.
- 1917 – I wojna światowa: na froncie zachodnim rozpoczęła się tzw. ofensywa Nivelle’a.
- 1918 – I wojna światowa:
  - Pod naciskiem okupacyjnych wojsk rumuńskich Rada Krajowa Mołdawii podjęła decyzję o „zjednoczeniu” z Rumunią.
  - Rozpoczęła się francusko-niemiecka bitwa pod Lys.
- 1919:
  - Borys Martos został premierem Ukraińskiej Republiki Ludowej.
  - W serii tornad na południowych Wielkich Równinach w USA zginęły co najmniej 92 osoby, a 412 zostało rannych.
- 1921:
  - Juho Vennola został po raz drugi premierem Finlandii.
  - Zwodowano brytyjski transatlantyk RMS „Laconia”.
- 1923 – Podczas 21. sesji MKOl w Rzymie podjęto decyzję, że organizatorem X Letnich Igrzysk Olimpijskich w 1932 roku będzie Los Angeles, które było jedynym kandydatem.
- 1927 – Zlikwidowano komunikację tramwajową w Singapurze.
- 1928 – Premiera amerykańskiego filmu niemego Anioł ulicy w reżyserii Franka Borzage.
- 1931 – Niemiecki astronom Karl Reinmuth odkrył planetoidę (1180) Rita.
- 1932:
  - Prezes Reichsbanku i były kanclerz Niemiec Hans Luther został postrzelony w ramię na dworcu kolejowym w Berlinie.
  - Premiera amerykańskiego filmu gangsterskiego Człowiek z blizną w reżyserii Howarda Hawksa.
- 1940 – Wojska niemieckie zaatakowały Danię i Norwegię.
- 1941 – Duński ambasador w Waszyngtonie, który odmówił uznania niemieckiej okupacji Danii, podpisał umowę z USA, która zezwalała ich siłom zbrojnym na zakładanie baz wojskowych na Grenlandii.
- 1942:
  - Rajd japoński na Ocean Indyjski: 91 japońskich bombowców w eskorcie 38 myśliwców dokonało nalotu na zajmowany przez Brytyjczyków port Trincomalee na Cejlonie.
  - Wojna na Pacyfiku: 75 tysięcy żołnierzy amerykańskich i filipińskich broniących półwyspu Bataan na Luzonie skapitulowało przed wojskami japońskimi.
- 1943 – Niemieckie i ukraińskie siły policyjne rozstrzelały 2,3 tys. mieszkańców getta w Zborowie koło Tarnopola.
- 1944 – Front wschodni: rozpoczęła się I bitwa pod Târgu Frumos.
- 1945:
  - Były szef Abwehry admirał Wilhelm Canaris, skazany poprzedniego dnia przez sąd doraźny na karę śmierci, został uduszony struną fortepianową przez strażników w obozie koncentracyjnym Flossenbürg w Bawarii.
  - Kampania włoska: rozpoczęła się bitwa o Bolonię.
  - Mieszkańcy Celle w Dolnej Saksonii zamordowali 170 więźniów (w tym co najmniej 14 Polaków) transportowanych do Bergen-Belsen.
  - Wojska radzieckie zdobyły Królewiec.
- 1946:
  - Sformowano Indonezyjskie Siły Powietrzne.
  - Założono Uniwersytet w Bergen (Norwegia).
- 1947:
  - W serii tornad w stanach Teksas, Oklahoma i Kansas zginęło co najmniej 181 osób, a co najmniej 980 zostało rannych.
  - Założono Uniwersytet Bío-Bío w chilijskim Concepción.
- 1948:
  - W Bogocie został zamordowany lider Kolumbijskiej Partii Liberalnej i kandydat na prezydenta Jorge Eliécer Gaitán, co doprowadziło do wybuchu zamieszek w mieście znanych jako „Bogotazo”, stłumionych w ciągu kilkunastu godzin przez wojsko. „Bogotazo” stało się również początkiem fali walk między zwolennikami rządu a sympatykami zamordowanego Gaitana znanej jako „La Violencia”, która ogarnęła całą Kolumbię i trwała przez kolejne 10 lat.
  - W dniach 9–11 kwietnia żydowskie organizacje terrorystyczne Irgun i Lechi dokonały masakry we wsi Dajr Jasin, w wyniku której zginęło ponad 100 Palestyńczyków.
  - Została założona Chrześcijańsko-Demokratyczna Partia San Marino (PDCS).
- 1949 – Międzynarodowy Trybunał Sprawiedliwości w Hadze uznał Albanię za winną tzw. incydentu w Cieśninie Korfu z 1946 roku, gdy 2 brytyjskie niszczyciele zostały uszkodzone po wejściu na albańskie miny morskie, w wyniku czego zginęło 44 marynarzy, a 42 zostało rannych.
- 1952:
  - Samolot Japan Airlines Martin 202 rozbił się w pobliżu wulkanu Mihara podczas lotu z Tokio do Fukuoki, w wyniku czego zginęło 37 osób.
  - W wyniku wybuchu paniki w bazylice św. Teresy w Caracas zostało zadeptanych 50 osób.
- 1953 – Przyszły wielki książę Luksemburga Jan poślubił księżniczkę belgijską Józefinę Charlottę.
- 1959 – Program Mercury: dokonano wyboru 7 przyszłych amerykańskich astronautów.
- 1960 – Premier RPA Hendrik Frensch Verwoerd został postrzelony w Johannesburgu przez białego farmera Davida Pratta.
- 1962 – Odbyła się 34. ceremonia wręczenia Oscarów.
- 1963 – Winston Churchill został honorowym obywatelem Stanów Zjednoczonych.
- 1967 – Dokonano oblotu samolotu pasażerskiego Boeing 737.
- 1968:
  - Weszła w życie nowa konstytucja NRD.
  - Wystrzelono pierwszą rakietę z francusko-europejskiego Gujańskiego Centrum Kosmicznego.
- 1970 – Inauguracja międzynarodowego portu lotniczego Bukareszt-Otopeni.
- 1974 – Otwarto Stadion Ghencea w Bukareszcie.
- 1979 – Odbyła się 51. ceremonia wręczenia Oscarów.
- 1980 – Został wystrzelony statek kosmiczny Sojuz 35.
- 1981 – Amerykański atomowy okręt podwodny USS „George Washington” staranował japoński frachtowiec na Morzu Wschodniochińskim, w wyniku czego zginęło 2 z 15 marynarzy na jego pokładzie.
- 1984 – Odbyła się 56. ceremonia wręczenia Oscarów.
- 1989 – W Tbilisi radzieccy komandosi zaatakowali przy użyciu gazu i łopatek saperskich niepodległościową demonstrację gruzińskich studentów, w wyniku czego zginęło 20 osób.
- 1991:
  - Gruzja po raz drugi ogłosiła niepodległość (od ZSRR).
  - Podczas wizyty prezydenta Lecha Wałęsy w Paryżu podpisano polsko-francuski traktat o przyjaźni i solidarności.
- 1992:
  - Konserwatyści wygrali wybory parlamentarne w Wielkiej Brytanii.
  - Sali Berisha został prezydentem Albanii.
  - Sąd w Miami uznał byłego dyktatora Panamy Manuela Noriegę winnym przemytu narkotyków, oszustwa i prania brudnych pieniędzy.
  - Simon Achidi Achu został premierem Kamerunu.
- 1993 – Władzę w Korei Północnej objął Kim Dzong Il.
- 1994 – Rozpoczęła się misja STS-59 wahadłowca Endeavour.
- 1995:
  - Karekin I Sarkisjan został intronizowany na patriarchę Apostolskiego Kościoła Ormiańskiego.
  - Urzędujący prezydent Peru Alberto Fujimori został wybrany na drugą kadencję.
- 1997 – Wszedł w życie konkordat między Chorwacją i Stolicą Apostolską.
- 1999 – W Nigrze doszło do wojskowego zamachu stanu pod wodzą majora Daoudy Malama Wankégo, podczas którego zginął prezydent Ibrahim Baré Maïnassara.
- 2001:
  - American Airlines wykupiły majątek działających od 75 lat Trans World Airlines.
  - Zainaugurował działalność Komitet Wojskowy Unii Europejskiej (EUMC).
- 2002 – Odbył się pogrzeb Elżbiety Bowes-Lyon, matki królowej Elżbiety II.
- 2003 – II wojna w Zatoce Perskiej: wojska amerykańskie przejęły kontrolę nad Bagdadem; upadek reżimu Saddama Husajna.
- 2005 – Książę Walii Karol poślubił swoją wieloletnią kochankę Camillę Parker Bowles.
- 2006:
  - Na sztucznym jeziorze Wolta w Ghanie zatonął statek pasażerski, w wyniku czego zginęło 120 osób.
  - Na Węgrzech odbyła się pierwsza tura wyborów parlamentarnych.
- 2008:
  - Tajna Rada Wielkiej Brytanii zaakceptowała zmiany prawa prowadzące do wprowadzenia demokracji i likwidacji ostatniego w Europie systemu feudalnego na wyspie Sark.
  - Tigran Sarkisjan został premierem Armenii.
  - Wielka Partia Narodowa wygrała wybory parlamentarne w Korei Południowej.
- 2009:
  - Urzędujący prezydent Abdelaziz Buteflika wygrał wybory prezydenckie w Algierii.
  - W Gruzji rozpoczęły się masowe protesty społeczne przeciw rządom prezydenta Micheila Saakaszwilego.
  - W Indonezji odbyły się wybory parlamentarne.
- 2010 – Prezydent Rosji Dmitrij Miedwiediew dokonał w okolicy Gotlandii oficjalnego otwarcia budowy Gazociągu Północnego.
- 2011:
  - 7 osób zginęło, a 16 zostało rannych w strzelaninie w centrum handlowym w holenderskim mieście Alphen aan den Rijn.
  - Islandczycy odrzucili na drugim referendum ustawę o spłacie długów bankowych wobec obywateli Holandii i Wielkiej Brytanii.
- 2013:
  - Konflikt wewnętrzny w Sudanie Południowym: 5 indyjskich żołnierzy wchodzących w skład oenzetowskiej misji pokojowej UNMISS zginęło w zasadzce w miejscowości Jonglei.
  - Uhuru Kenyatta został prezydentem Kenii.
  - W strzelaninie w Velikiej Ivančy pod Belgradem zginęło 14 osób (w tym sprawca, który postrzelił się w głowę i zmarł 11 kwietnia), a 1 została ranna.
- 2014 – Z kosmodromu Palmachim w Izraelu została wystrzelona rakieta Shavit-2, która wyniosła na orbitę satelitę szpiegowskiego Ofeq 10.
- 2015 – W Estonii utworzono drugi rząd Taaviego Rõivasa.
- 2017 – W dwóch samobójczych zamachach bombowych dokonanych przez Państwo Islamskie na kościoły koptyjskie w egipskich miastach Tanta i Aleksandria zginęło 45 osób, a ponad 136 zostało rannych.
- 2023 – Wybuchła wojna w Amharze pomiędzy rządem Etiopii a miejscową milicją Fano.

## Urodzili się
- 1047 – Judyta Maria Szwabska, królowa węgierska, księżna polska (zm. po 1092)
- 1336 – Timur Chromy, władca mongolski (zm. 1405)
- 1458 – Kamila Baptysta Varano, włoska błogosławiona (zm. 1524)
- 1498 – Jean de Lorraine, francuski duchowny katolicki, biskup Metz, kardynał (zm. 1550)
- 1551 – Peter Monau, niemiecki humanista, lekarz (zm. 1588)
- 1592 – Jiří Třanovský, czeski pastor, pisarz religijny (zm. 1637)
- 1598 – Johann Crüger, niemiecki kompozytor, organista (zm. 1662)
- 1618 – (data chrztu) Agustín Moreto, hiszpański duchowny katolicki, dramaturg (zm. 1669)
- 1627:
  - Johann Kaspar Kerll, niemiecki kompozytor, organista (zm. 1693)
  - Jan Sobiepan Zamoyski, polski polityk, ordynat zamojski, wojewoda sandomierski, wojewoda kijowski, podczaszy wielki koronny, krajczy wielki koronny, starosta generalny ziem podolskich, starosta kałuski i rostocki (zm. 1665)
- 1649 – James Scott, angielski książę, polityk (zm. 1685)
- 1654 – Samuel Fritz, czeski jezuita, misjonarz, kartograf, podróżnik (zm. 1725)
- 1680 – Philippe Néricault Destouches, francuski dramaturg, dyplomata (zm. 1754)
- 1686 – James Craggs (młodszy), brytyjski polityk (zm. 1721)
- 1691 – Johann Matthias Gesner, niemiecki pedagog, filolog, bibliotekarz (zm. 1761)
- 1715 – Giovanni Carlo Boschi, włoski kardynał (zm. 1786)
- 1717 – Georg Matthias Monn, austriacki kompozytor (zm. 1750)
- 1757 – Wojciech Bogusławski, polski aktor, reżyser, śpiewak operowy, prozaik, dramaturg, tłumacz, dyrektor Teatru Narodowego (zm. 1829)
- 1758 – Fisher Ames, amerykański prawnik, polityk (zm. 1808)
- 1759 – Carlos da Cunha e Menezes, portugalski duchowny katolicki, patriarcha Lizbony, kardynał (zm. 1825)
- 1763 – Domenico Dragonetti, włoski kontrabasista (zm. 1846)
- 1768 – Maria Ciciszwili, królowa Kartlii i Kachetii (zm. 1850)
- 1770 – Thomas Johann Seebeck, niemiecki fizyk (zm. 1831)
- 1773 – Ètienne Aigan, francuski pisarz, tłumacz (zm. 1824)
- 1784 – (lub 1785) Rafael del Riego, hiszpański generał, polityk (zm. 1823)
- 1790 – Elżbieta Vendramini, włoska zakonnica, błogosławiona (zm. 1860)
- 1792 – (lub 8 kwietnia) Girolamo Ramorino, włoski generał (zm. 1849)
- 1794 – Theobald Böhm, niemiecki muzyk, wynalazca (zm. 1881)
- 1799 – Konstanty Zamoyski, polski hrabia, ordynat zamojski (zm. 1866)
- 1802 – Elias Lönnrot, fiński krawiec, lekarz, poeta, lingwista, etnograf (zm. 1884)
- 1806 – Isambard Kingdom Brunel, brytyjski inżynier (zm. 1859)
- 1810 – Arthur Edward Kennedy, brytyjski administrator kolonialny (zm. 1883)
- 1811:
  - Jan Gloger, polski inżynier (zm. 1884)
  - Joseph Kleutgen, niemiecki jezuita, teolog, filozof (zm. 1883)
- 1815 – Alphonse Beau de Rochas, francuski inżynier (zm. 1893)
- 1816 – Charles-Eugène Delaunay, francuski astronom, matematyk (zm. 1872)
- 1817 – Augustin Weltzel, niemiecki duchowny katolicki, polityk, historyk (zm. 1897)
- 1819 – Annibale de Gasparis, włoski astronom (zm. 1892)
- 1821 – Charles Baudelaire, francuski poeta, krytyk literacki (zm. 1867)
- 1822 – Konstanty Marian Czartoryski, polski książę, polityk, dyplomata (zm. 1891)
- 1825 – Maksymilian von Rodakowski, austro-węgierski generał pochodzenia polskiego (zm. 1900)
- 1830 – Eadweard Muybridge, brytyjski fotografik (zm. 1904)
- 1831 – Pietro Pace, maltański duchowny katolicki, biskup Gozo i arcybiskup Malty (zm. 1914)
- 1832 – Gustaw Karol Sennewald, polski księgarz, wydawca (zm. 1896)
- 1834 – Edmond Nicolas Laguerre, francuski matematyk (zm. 1886)
- 1835 – Leopold II Koburg, król Belgów (zm. 1909)
- 1838:
  - Alphonse Lemerre, francuski wydawca (zm. 1912)
  - Samuel Fleet Speir, amerykański lekarz, chirurg (zm. 1895)
- 1848:
  - Ezechiel Moreno, hiszpański duchowny katolicki, augustianin, misjonarz, biskup, święty (zm. 1906)
  - Maria Salles, hiszpańska zakonnica, święta (zm. 1911)
- 1850 – George Huntington, amerykański lekarz (zm. 1916)
- 1855 – Pawlos Kunduriotis, grecki wojskowy, polityk, pierwszy prezydent Grecji (zm. 1935)
- 1857 – Leon Błaszkowski, polski prawnik (zm. 1935)
- 1863:
  - Henry De Vere Stacpoole, irlandzki pisarz (zm. 1951)
  - Hugo Liepmann, niemiecki neurolog, psychiatra (zm. 1925)
  - Anton Lipoščak, austro-węgierski generał pochodzenia chorwackiego (zm. 1924)
  - Oskar Marmorek, austriacki architekt, syjonista pochodzenia żydowskiego (zm. 1909)
  - László Rátz, węgierski pedagog (zm. 1930)
  - Marian Straszak, polski architekt, budowniczy (zm. 1927)
- 1864:
  - Stanisława Tarnawiecka, polska posiadaczka ziemska, działaczka społeczna (zm. 1923)
  - Sebastian Ziani de Ferranti, brytyjski elektrotechnik pochodzenia włoskiego (zm. 1930)
- 1865:
  - Erich Ludendorff, niemiecki generał, polityk (zm. 1937)
  - Adela Florence Nicolson, brytyjska poetka (zm. 1904)
  - Charles Proteus Steinmetz, amerykański matematyk, inżynier pochodzenia niemieckiego (zm. 1923)
- 1866 – Maria Anna Moreau, francuska misjonarka, męczennica, święta (zm. 1900)
- 1867:
  - Chris Watson, australijski polityk, premier Australii (zm. 1941)
  - Charles Winckler, duński przeciągacz liny, lekkoatleta (zm. 1932)
- 1868:
  - Ryszard Hausner, polski generał brygady (zm. 1925)
  - Antoni Paduch, polski polityk (zm. 1942)
  - Friedrich Schilling, niemiecki matematyk, wykładowca akademicki (zm. 1950)
- 1869:
  - Élie Cartan, francuski matematyk, wykładowca akademicki (zm. 1951)
  - Juozas Naujalis, litewski kompozytor, organista, dyrygent chóralny, pedagog (zm. 1934)
- 1871:
  - Leon Karwacki, polski mikrobiolog, patolog (zm. 1942)
  - Wincenty Rogala, polski działacz kaszubski (zm. 1958)
- 1872:
  - Léon Blum, francuski polityk, premier Francji (zm. 1950)
  - Tadeusz Pini, polski krytyk i historyk literatury (zm. 1937)
- 1878 – Ignacy Drexler, polski urbanista (zm. 1930)
- 1879 – Andrij Liwycki, ukraiński polityk, premier i prezydent Ukraińskiej Republiki Ludowej na emigracji (zm. 1954)
- 1880 – Maria Jotuni, fińska pisarka, krytyk literacki (zm. 1943)
- 1882:
  - Fryderyk Franciszek IV, ostatni wielki książę Meklemburgii (zm. 1945)
  - Henryk Mianowski, polski działacz gospodarczy, polityk, poseł na Sejm RP (zm. 1955)
  - Bogdan Roman Nawroczyński, polski pedagog, historyk pedagogiki (zm. 1974)
  - Juozas Tūbelis, litewski polityk, premier Litwy (zm. 1939)
- 1883 – (lub 10 kwietnia) Bogdan Fiłow, bułgarski archeolog, historyk, wykładowca akademicki, polityk, premier Bułgarii (zm. 1945)
- 1884:
  - Alexander Burt, szkocki hokeista na trawie (zm. 1967)
  - Zygmunt Czarnecki, polski prawnik, samorządowiec (zm. 1939)
- 1885 – Leo Schubert, niemiecki polityk nazistowski (zm. 1968)
- 1886 – Józef Lesiecki, polski taternik, ratownik górski, rzeźbiarz (zm. 1914)
- 1887 – Konrad Tom, polski aktor, artysta kabaretowy, scenarzysta, reżyser filmowy pochodzenia żydowskiego (zm. 1957)
- 1888:
  - Joseph Ferche, niemiecki duchowny katolicki, biskup pomocniczy wrocławski (zm. 1965)
  - Trygve Lundgreen, norweski łyżwiarz szybki (zm. 1947)
  - Juliusz Ulrych, polski pułkownik dyplomowany piechoty, polityk, minister komunikacji (zm. 1959)
  - Anatolij Winogradow, rosyjski pisarz, historyk literatury (zm. 1946)
- 1889 – Marian Mokwa, polski malarz marynista, podróżnik, działacz społeczny (zm. 1987)
- 1890 – Miguel Ángel del Pino y Sardá, hiszpański malarz portrecista (zm. 1973)
- 1891:
  - Vlasta Burian, czeski aktor (zm. 1962)
  - Kurt Schmidt, niemiecki generał porucznik (zm. 1945)
- 1893 – Aimé Cassayet-Armagnac, francuski rugbysta (zm. 1927)
- 1894:
  - Jean Gounot, francuski gimnastyk (zm. 1978)
  - Cecilia Krieger-Dunaij, kanadyjska matematyk pochodzenia żydowskiego (zm. 1974)
  - Francisco Neto, brazylijski piłkarz, trener (zm. 1959)
  - Gerhard Schmidhuber, niemiecki generał (zm. 1945)
  - Keiji Shibazaki, japoński oficer marynarki wojennej (zm. 1943)
- 1895:
  - Józef Sidor, polski kapitan pilot (zm. 1940)
  - Michel Simon, szwajcarski aktor (zm. 1975)
- 1896 – Stanisław Bednarski, polski jezuita, Sługa Boży (zm. 1942)
- 1898:
  - Edward Jennings, amerykański wioślarz (sternik) (zm. 1975)
  - Therese Neumann, niemiecka mistyczka, stygmatyczka, wizjonerka, Służebnica Boża (zm. 1962)
  - Paul Robeson, amerykański aktor, pieśniarz, prawnik, działacz społeczny (zm. 1976)
- 1899:
  - Hans Jeschonnek, niemiecki generał pułkownik pilot, szef sztabu Luftwaffe (zm. 1943)
  - Józef Lewkiewicz, polski starszy ogniomistrz (zm. 1920)
  - James Smith McDonnell, amerykański konstruktor samolotów, pionier lotnictwa (zm. 1980)
- 1901:
  - Władysław Kosiński, polski lekarz, żołnierz AK (zm. 1977)
  - Teofil Skrzypczak, polski starszy sierżant, działacz konspiracyjny (zm. 1942)
  - Stanisław Wigura, polski pilot, inżynier lotniczy (zm. 1932)
- 1902:
  - David Cecil, brytyjski arystokrata, pisarz, krytyk literacki (zm. 1986)
  - Margaret Michaelis, austriacko-australijska fotograf pochodzenia żydowskiego (zm. 1985)
  - Théodore Monod, francuski naturalista, humanista, podróżnik, odkrywca (zm. 2000)
- 1903:
  - Józef Barbag, polski etnograf, wykładowca akademicki (zm. 1982)
  - Ward Bond, amerykański aktor (zm. 1960)
  - Henry Brooke, brytyjski polityk (zm. 1984)
  - Gregory Goodwin Pincus, amerykański biolog pochodzenia żydowskiego (zm. 1967)
  - Wolf-Dietrich von Xylander, niemiecki generał (zm. 1945)
- 1904:
  - Alma Bennett, amerykańska aktorka (zm. 1958)
  - Wiktor Grodzicki, polski nauczyciel, polityk, poseł do KRN (zm. 1948)
- 1905:
  - Guy Dugdale, brytyjski bobsleista (zm. 1982)
  - J. William Fulbright, amerykański prawnik, polityk, senator (zm. 1995)
- 1906:
  - Antal Doráti, węgiersko-amerykański kompozytor, dyrygent (zm. 1988)
  - Franjo Džal, chorwacki pilot wojskowy, as myśliwski (zm. 1945)
  - Hugh Gaitskell, brytyjski polityk (zm. 1963)
  - Endel Rikand, estoński strzelec sportowy (zm. 1944)
  - Natalia Tułasiewicz, polska polonistka, męczennica, błogosławiona (zm. 1945)
  - Victor Vasarely, francuski malarz, grafik pochodzenia węgierskiego (zm. 1997)
- 1907:
  - Harald Christensen, duński kolarz torowy (zm. 1994)
  - Olga Imerslund, norweska pediatra (zm. 1987)
  - Birger Steen, norweski piłkarz (zm. 1949)
- 1908:
  - Jerzy Grzymek, polski chemik, polityk, minister przemysłu materiałów budowlanych (zm. 1990)
  - Michel Kelber, francuski operator filmowy pochodzenia ukraińskiego (zm. 1996)
- 1909:
  - Stanisław Dyksiński, polski pisarz, działacz ludowy (zm. 1973)
  - Robert Helpmann, australijski tancerz, choreograf, aktor, reżyser teatralny (zm. 1986)
- 1910:
  - (lub 1908) Elizabeth Allan, amerykańska aktorka (zm. 1990)
  - Waleria Fegler-Bielińska, polska nauczycielka, polityk, poseł na Sejm PRL (zm. 1984)
  - Leopold Haar, polski grafik, dekorator, muzyk, autor tekstów piosenek pochodzenia żydowskiego (zm. 1954)
  - Abraham Ribicoff, amerykański polityk, senator pochodzenia żydowskiego (zm. 1998)
- 1911:
  - Rafał Arnáiz Barón, hiszpański trapista, święty (zm. 1938)
  - Zdzisław Kępiński, polski historyk sztuki, malarz, pedagog (zm. 1978)
- 1912:
  - Joseph F. Cullman, amerykański przedsiębiorca, działacz sportowy (zm. 2004)
  - Lew Kopielew, rosyjski pisarz, historyk literatury, językoznawca, dysydent (zm. 1997)
  - Gerhard Pedersen, duński bokser (zm. 1987)
- 1913:
  - Roman Dawydow, rosyjski twórca filmów animowanych (zm. 1988)
  - Stanisław Walczak, polski prawnik, polityk, minister sprawiedliwości (zm. 2002)
- 1914 – Aleksanteri Saarvala, fiński gimnastyk (zm. 1989)
- 1915:
  - Daniel Johnson (starszy), kanadyjski polityk (zm. 1968)
  - Stanisław Srzednicki, polski instruktor harcerski, porucznik AK, uczestnik powstania warszawskiego (zm. 1944)
- 1916:
  - Nina Benaszwili, gruzińska scenarzystka filmowa (zm. 1993)
  - Jan Kancewicz, polski historyk pochodzenia żydowskiego (zm. 2020)
- 1917:
  - Johannes Bobrowski, niemiecki prozaik, poeta, eseista (zm. 1965)
  - Brad Dexter, amerykański aktor pochodzenia serbskiego (zm. 2002)
- 1918:
  - Sakr II ibn Muhammad al-Kasimi, emir Ras al-Chajma (zm. 2010)
  - Jørn Utzon, duński architekt (zm. 2008)
- 1919:
  - Stanisław Atlasiński, polski piłkarz (zm. 2017)
  - John Presper Eckert, amerykański inżynier, informatyk (zm. 1995)
- 1920:
  - Bronisław Fułat, polski prawnik, sędzia i adwokat, działacz ludowy (zm. 1992)
  - Jorge Pacheco Areco, urugwajski dziennikarz, polityk, prezydent Urugwaju (zm. 1998)
  - Gieorgij Szkolny, radziecki pilot wojskowy, kolaborant (zm. po 1955)
- 1921:
  - Jean-Marie Balestre, francuski działacz sportowy, prezydent FIA (zm. 2008)
  - Roger Bocquet, szwajcarski piłkarz (zm. 1994)
  - Mary Jackson, amerykańska matematyk, inżynier lotnictwa i kosmonautyki (zm. 2005)
  - Icchak Nawon, izraelski polityk, prezydent Izraela (zm. 2015)
  - Anatol Potemkowski, polski pisarz, satyryk (zm. 2008)
  - Alfred Preißler, niemiecki piłkarz, trener (zm. 2003)
  - Edmund Prost, polski profesor nauk weterynaryjnych (zm. 2008)
  - Stojan Puc, słoweński szachista (zm. 2004)
- 1922:
  - Maria Białobrzeska, polska aktorka (zm. 2014)
  - Johnny Thomson, amerykański kierowca wyścigowy (zm. 1960)
- 1923:
  - Arthur Batanides, amerykański aktor (zm. 2000)
  - Bolesław Bork, polski prozaik, poeta, dokumentalista, historyk (zm. 2017)
  - Albert Decourtray, francuski duchowny katolicki, arcybiskup Lyonu, prymas Galii, kardynał (zm. 1994)
- 1924:
  - Jerzy Michalski, polski historyk, wykładowca akademicki (zm. 2007)
  - Joseph Nérette, haitański prawnik, polityk, p.o. prezydenta Haiti (zm. 2007)
  - Albin Żyto, polski generał brygady (zm. 2013)
- 1925:
  - Frank Borghi, amerykański piłkarz, bramkarz, baseballista (zm. 2015)
  - Grácia Kerényi, węgierska poetka, badaczka polskiej literatury, tłumaczka (zm. 1985)
  - Ernst Nieizwiestny, rosyjsko-amerykański rzeźbiarz pochodzenia żydowskiego (zm. 2016)
  - Heinz Nixdorf, niemiecki pionier przemysłu komputerowego, przedsiębiorca (zm. 1986)
- 1926:
  - Hugh Hefner, amerykański dziennikarz, wydawca (zm. 2017)
  - Jack Nichols, amerykański koszykarz (zm. 1992)
  - Witold Ramotowski, polski ortopeda, profesor nauk medycznych (zm. 2019)
- 1927:
  - Jacek Karpiński, polski inżynier elektronik, informatyk (zm. 2010)
  - Gheorghe Pană, rumuński polityk komunistyczny
- 1928:
  - Paul Arizin, amerykański koszykarz (zm. 2006)
  - Domingos Lam Ka Tseung, hongkoński duchowny katolicki, biskup Makau (zm. 2009)
  - Erling Norvik, norweski dziennikarz, polityk (zm. 1998)
- 1930:
  - Bertram Blank, niemiecki polityk (zm. 1978)
  - Andrzej Borodzik, polski chemik, specjalista produkcji antybiotyków, instruktor harcerski, przewodniczący ZHP, polityk, poseł na Sejm PRL (zm. 2021)
  - Stefan Borzęcki, polski rzeźbiarz (zm. 2015)
  - Nathaniel Branden, amerykański psychoterapeuta, pisarz (zm. 2014)
  - Frank Albert Cotton, amerykański chemik (zm. 2007)
  - Krystyna Marszałek-Młyńczyk, polska działaczka państwowa, romanistka, dziennikarka (zm. 2007)
  - Renato Ruggiero, włoski prawnik, polityk, dyplomata, minister spraw zagranicznych, dyrektor generalny WTO (zm. 2013)
- 1931:
  - Richard Hatfield, kanadyjski polityk (zm. 1991)
  - Heisuke Hironaka, japoński matematyk
  - József Tempfli, rumuński duchowny katolicki, biskup Oradea Mare (zm. 2016)
  - Patrick Joseph Walsh, irlandzki duchowny katolicki, biskup Down-Connor (zm. 2023)
- 1932:
  - Allen Batsford, angielski trener piłkarski (zm. 2009)
  - Carl Perkins, amerykański piosenkarz, gitarzysta (zm. 1998)
- 1933:
  - Jean-Paul Belmondo, francuski aktor (zm. 2021)
  - Franco Marini, włoski związkowiec, polityk, minister pracy, przewodniczący Senatu, eurodeputowany (zm. 2021)
  - Marija Pisariewa, rosyjska lekkoatletka, skoczkini wzwyż (zm. 2023)
  - Gian Maria Volonté, włoski aktor (zm. 1994)
- 1935:
  - Josef Fritzl, austriacki przestępca
  - Rajmund Jarosz, polski aktor
  - Jānis Klovāns, łotewski szachista (zm. 2010)
  - Marek Nowicki, polski operator i reżyser filmowy
- 1936:
  - Ferdinando Imposimato, włoski prawnik, sędzia śledczy, polityk (zm. 2018)
  - Helena Jarczyk, polska polityk, posłanka na Sejm RP (zm. 2020)
  - Jerzy Maksymiuk, polski dyrygent, pianista, kompozytor
  - Valerie Solanas, amerykańska pisarka, feministka, zamachowczyni (zm. 1988)
  - Michael Somare, papuaski dziennikarz, polityk, premier Papui-Nowej Gwinei (zm. 2021)
- 1937:
  - Barrington J. Bayley, brytyjski pisarz science fiction (zm. 2008)
  - Petras Karla, litewski wioślarz, fizyk (zm. 1969)
  - Gastone Simoni, włoski duchowny katolicki, biskup Prato (zm. 2022)
  - Marek Walczewski, polski aktor (zm. 2009)
- 1938:
  - Wiktor Czernomyrdin, rosyjski polityk, premier Rosji (zm. 2010)
  - Stefan Włudyka, polski generał brygady (zm. 2014)
- 1939:
  - Theotonius Gomes, banglijski duchowny katolicki, biskup pomocniczy Dhaki
  - Antoine Scopelliti, włoski duchowny katolicki, biskup Ambatondrazaki na Madagaskarze (zm. 2023)
  - Hugo Villanueva, chilijski piłkarz (zm. 2024)
- 1940:
  - Norbert Lysek, polski ekonomista, samorządowiec, polityk, poseł na Sejm RP (zm. 2023)
  - Maria Łukaszewska, polska teoretyk muzyki, pedagog
  - Hans-Joachim Reske, niemiecki lekkoatleta, sprinter
  - Christian Sautter, francuski urzędnik państwowy, samorządowiec, polityk
- 1941:
  - Mirosław Skalski, polski polityk, poseł na Sejm RP
  - Hanka Zaniewska, polska architekt, urbanistka, profesor nauk technicznych (zm. 2016)
- 1942:
  - András Bodnár, węgierski piłkarz wodny, pływak
  - Brandon De Wilde, amerykański aktor (zm. 1972)
  - Petar Nadoveza, chorwacki piłkarz, trener (zm. 2023)
- 1943:
  - David Cardoso, brazylijski aktor, reżyser, scenarzysta i producent filmowy
  - Claudio Desderi, włoski śpiewak operowy (baryton), dyrygent, pedagog (zm. 2018)
  - Olof Landström, szwedzki pisarz, ilustrator
- 1944:
  - Marcello Bartolucci, włoski duchowny katolicki, arcybiskup, sekretarz Kongregacji Spraw Kanonizacyjnych
  - Lars Norén, szwedzki dramaturg, nowelista, poeta (zm. 2021)
  - Stanisław Żelichowski, polski leśnik, polityk, poseł na Sejm RP
- 1945:
  - Peter Baco, słowacki polityk
  - Steve Gadd, amerykański perkusista, kompozytor
  - Roderick McDonald, amerykański koszykarz (zm. 2015)
- 1946:
  - Antoni Bielewicz, polski socjolog, polityk, poseł na Sejm RP
  - Carlos Cavagnaro, argentyński trener piłkarski
  - Les Gray, brytyjski wokalista, członek zespołu Mud (zm. 2004)
  - Manuel José, portugalski trener piłkarski
  - Ewa Machut-Mendecka, polska arabistka, islamistka, literaturoznawczyni (zm. 2021)
  - David Webb, angielski piłkarz, trener
- 1947 – Roman Wieruszewski, polski prawnik, politolog, wykładowca akademicki
- 1948:
  - Jaya Bhaduri, indyjska aktorka
  - Yves Dassonville, francuski ekonomista, polityk, Wysoki Komisarz Nowej Kaledonii (zm. 2021)
  - Ewa Juszko-Pałubska, polska adwokat, działaczka opozycji antykomunistycznej (zm. 2018)
  - Bernard-Marie Koltès, francuski dramaturg, reżyser teatralny (zm. 1989)
  - Siergiej Lebiediew, rosyjski generał, szef Służby Wywiadu Zagranicznego Rosji
- 1949:
  - Guðni Ágústsson, islandzki polityk
  - Rainer Klausmann, szwajcarski operator filmowy
  - Andrzej Zając, polski polityk, poseł na Sejm RP
- 1950:
  - Kenneth Cockrell, amerykański pilot wojskowy, astronauta
  - Maria Dakowska, polska anglistka, wykładowczyni akademicka
  - Adam Glapiński, polski ekonomista, polityk, poseł na Sejm i senator RP, minister gospodarki przestrzennej i budownictwa, minister współpracy gospodarczej z zagranicą, prezes NBP
  - Zbigniew Kicka, polski bokser (zm. 2022)
  - Jarosław Sokołowski, polski przedsiębiorca, samorządowiec, wicemarszałek województwa lubuskiego
- 1951:
  - Michał Jaroszyński, polski astronom, wykładowca akademicki
  - Andrzej Krzanowski, polski kompozytor, akordeonista, pedagog (zm. 1990)
  - Maria Nichiforov, rumuńska kajakarka
  - Michał Wojtalik, polski kardiochirurg dziecięcy, wykładowca akademicki
- 1952:
  - Anna Czepan, polska włókienniczka, poseł na Sejm PRL
  - Marek Dukaczewski, polski generał brygady
  - Michel Sapin, francuski polityk
  - Jerzy Szmajdziński, polski polityk, minister obrony narodowej, wicemarszałek Sejmu RP (zm. 2010)
  - Miroslav Vymazal, czechosłowacki kolarz torowy (zm. 2002)
- 1953:
  - Jochen Danneberg, niemiecki skoczek narciarski
  - Ragnar Kamp, szwedzki curler
  - Wojciech Reszczyński, polski dziennikarz, publicysta
  - Jacek Tworkowski, polski polityk, poseł na Sejm RP
- 1954:
  - Pierre Dartout, francuski polityk, minister stanu Monako
  - Dennis Quaid, amerykański aktor, reżyser, producent i scenarzysta filmowy
  - Eberhard Rösch, niemiecki biathlonista
  - Iain Duncan Smith, brytyjski polityk
  - Ilona Uhlíková, czeska tenisistka stołowa
- 1955:
  - Graça Carvalho, portugalski polityk
  - Roman Fostriak, polski lekkoatleta, wieloboista
  - Iwona Grotowska, polska lekkoatletka, płotkarka
  - Milutin Karadžić, czarnogórski aktor, producent filmowy i telewizyjny
  - Marek Makowski, polski urzędnik państwowy, dyplomata
  - Marian Rojek, polski duchowny katolicki, biskup pomocniczy przemyski, biskup zamojsko-lubaczowski
  - José Manuel Romero Barrios, wenezuelski duchowny katolicki, biskup pomocniczy Barcelony
- 1956:
  - Andrés Aldama, kubański bokser
  - Jerzy Chruściński, polski kompozytor
  - Márton Esterházy, węgierski piłkarz
  - Bogusław Warchulski, polski przedsiębiorca, samorządowiec, członek zarządu województwa lubelskiego
- 1957:
  - Seve Ballesteros, hiszpański golfista (zm. 2011)
  - Oddný G. Harðardóttir, islandzka polityk
  - Sławomir Sosnowski, polski polityk, samorządowiec, marszałek województwa lubelskiego
- 1958:
  - François Brisson, francuski piłkarz, trener
  - Víctor Diogo, urugwajski piłkarz
  - Irena Rolska, polska historyk, wykładowczyni akademicka
  - Tony Sibson, brytyjski bokser
  - Hermann Tertsch, hiszpański dziennikarz, publicysta, pisarz, polityk, eurodeputowany pochodzenia austriackiego
  - Gregg Tafralis, amerykański lekkoatleta, kulomiot (zm. 2023)
  - Daniel Weimer, polski dziennikarz, publicysta (zm. 2017)
- 1959:
  - Fred Dekker, amerykański reżyser filmowy
  - Jean-Marie Le Vert, francuski duchowny katolicki, biskup pomocniczy Bordeaux
  - Peter Nagy, słowacki wokalista, kompozytor, autor tekstów, producent muzyczny, fotograf, lider zespołu Indigo
  - Andrzej Nowak, polski gitarzysta, kompozytor, członek zespołu TSA (zm. 2022)
- 1960:
  - Jaak Aab, estoński nauczyciel, polityk
  - Isabel Coixet, hiszpańska reżyserka i scenarzystka filmowa
- 1961:
  - Tamar Beruchashvili, gruzińska polityk, dyplomatka
  - Andrzej Chronowski, polski polityk, minister skarbu państwa, senator RP
  - Mariusz Czajka, polski aktor, prezenter telewizyjny
  - Mark Kelly, irlandzki muzyk, klawiszowiec, członek zespołu Marillion
  - Krzysztof Kluzik, polski aktor
  - Jarosław Koniusz, polski szablista, trener
  - Krzysztof Koniusz, polski szablista, trener
  - Yvonne McGregor, brytyjska kolarka szosowa i torowa
  - Ladislav Miko, czeski biolog, polityk pochodzenia słowackiego
  - Heiner Wilmer, niemiecki duchowny katolicki, biskup Hildesheim
  - Jurij Worobjow, rosyjski zapaśnik
  - Dariusz Wójcik, polski polityk, wicemarszałek Sejmu RP
  - Robert Zoller, austriacki narciarz alpejski
- 1962:
  - Glen Dell, południowoafrykański pilot akrobacyjny (zm. 2013)
  - Ihor Podolczak, ukraiński reżyser i scenarzysta filmowy, artysta plastyk
  - Jeff Turner, amerykański koszykarz
- 1963:
  - Marc Jacobs, amerykański projektant mody
  - Jorgos Jeorjiu, cypryjski nauczyciel, polityk
  - Timothy Kopra, amerykański pilot wojskowy, astronauta
  - Joe Scarborough, amerykański polityk
  - Andrea Thomas, niemiecka lekkoatletka, sprinterka
- 1964:
  - Juliet Cuthbert, jamajska lekkoatletka, sprinterka
  - Doug Ducey, amerykański polityk, gubernator stanu Arizona
  - Michael Heath, amerykański pływak
  - Adrian Korczago, polski duchowny luterański, doktor teologii, biskup cieszyński
  - Paweł Wróblewski, polski lekarz, samorządowiec, marszałek województwa dolnośląskiego
- 1965:
  - Paolo Canè, włoski tenisista
  - Vladimír Morávek, czeski reżyser i scenarzysta filmowy
  - Colin Pascoe, walijski piłkarz, trener
  - Mark Pellegrino, amerykański aktor
  - Paulina Porizkova, czesko-amerykańska modelka, aktorka
- 1966:
  - Thomas Doll, niemiecki piłkarz, trener
  - Cynthia Nixon, amerykańska aktorka
  - Bo Kimble, amerykański koszykarz
- 1967:
  - Sam Harris, amerykański pisarz, filozof
  - Gabriel Mendy, gambijski duchowny katolicki, biskup Bandżul
  - Dorota Radomska, polska śpiewaczka operowa (sopran), pedagog
  - Renata Zienkiewicz, polsko-niemiecka piłkarka ręczna
- 1968:
  - Terry Brands, amerykański zapaśnik
  - Tom Brands, amerykański zapaśnik
  - Marcel Chládek, czeski samorządowiec, polityk
  - Cutfather, duński producent muzyczny, autor tekstów
  - Janne Ojanen, fiński hokeista, trener
  - Iszdordżijn Otgonbajar, mongolski piłkarz, trener
  - Marie-Claire Restoux, francuska judoczka
- 1969:
  - Giovanni Allevi, włoski pianista, kompozytor
  - Kari Keegan, amerykańska aktorka
  - Linda Kisabaka, niemiecka lekkoatletka, sprinterka pochodzenia kongijskiego
- 1970:
  - Néstor Isasi, paragwajski piłkarz
  - Aitor Iturrioz, meksykański aktor
  - Nuno Marques, portugalski tenisista
  - Iwona Pabich, polska piłkarka ręczna, bramarka
  - Massimo Poggio, włoski aktor
  - Grzegorz Seroczyński, polski językoznawca, urzędnik państwowy, dyplomata
  - Roar Skaane, norweski kolarz szosowy i torowy
- 1971:
  - Omar Asad, argentyński piłkarz, trener pochodzenia syryjsko-libańskiego
  - Kim Young-ho, południowokoreański florecista
  - Kostas Malekos, cypryjski piłkarz, trener
  - Austin Peck, amerykański aktor
  - Jens Risager, duński piłkarz
  - Rafał Szukała, polski pływak
  - Jacques Villeneuve, kanadyjski kierowca wyścigowy
- 1972:
  - Alain Berset, szwajcarski polityk, prezydent Szwajcarii
  - Katarzyna Pakosińska, polska artystka kabaretowa
  - Željko Rebrača, serbski koszykarz
  - RedOne, szwedzki producent muzyczny, autor piosenek pochodzenia marokańskiego
- 1973:
  - Carlo Calenda, włoski menedżer, polityk
  - Charles-Édouard Coridon, martynikański piłkarz
  - Glaube Feitosa, brazylijski karateka, trener
  - Bart Goor, belgijski piłkarz
  - Luis Roberto Guzmán, portorykański aktor
  - Kim Bo-ram, południowokoreański łucznik
  - Siergiej Konowałow, rosyjski biathlonista
  - Martin Kuba, czeski lekarz, samorządowiec, polityk
  - Paweł Najdek, polski sztangista
  - Andreas Schwab, niemiecki prawnik, polityk
  - Dan Șova, rumuński prawnik, wykładowca akademicki, polityk
- 1974:
  - Sapol Biki, malezyjski bokser
  - Jenna Jameson, amerykańska aktorka pornograficzna
  - Anja Nobus, belgijska kolarka przełajowa i szosowa
  - Aleksandr Piczuszkin, rosyjski seryjny morderca
  - Jiří Šťovíček, czeski żużlowiec
- 1975:
  - Edson Astivia, meksykański piłkarz
  - Robbie Fowler, angielski piłkarz
  - David Gordon Green, amerykański reżyser, scenarzysta i producent filmowy i telewizyjny
  - Paul Hurry, brytyjski żużlowiec
  - Fabrizio Moro, włoski piosenkarz, autor tekstów, kompozytor
  - Goce Smiłewski, macedoński prozaik, dramaturg, eseista
  - Bertine Zetlitz, norweska piosenkarka
- 1976:
  - Renata Olszewska, polska lekkoatletka, wieloboistka
  - Mirko Pätzold, niemiecki bobsleista
  - Monika Sapilak, polska aktorka dziecięca
  - Aleksandra Trzaskowska, polska fizyk
  - Lenka Wech, niemiecka wioślarka
- 1977:
  - Marcin Dzierżanowski, polski dziennikarz, publicysta
  - Zoran Krušvar, chorwacki pisarz science fiction, dziennikarz
  - Gerwin Peters, holenderski kolarz górski
  - Alexandru Popovici, mołdawski piłkarz
  - Leuris Pupo, kubański strzelec sportowy
  - Gerard Way, amerykański wokalista, członek zespołu My Chemical Romance
- 1978:
  - Jorge Andrade, portugalski piłkarz
  - Dmitrij Biakow, kazachski piłkarz
  - Wiktor Grudziński, polski koszykarz
  - Naman Keïta, francuski lekkoatleta, płotkarz i sprinter
  - Amélie Oudéa-Castéra, francuska menedżerka, polityk
  - Vesna Pisarović, chorwacka piosenkarka
  - Maxime Prévot, belgijski polityk, burmistrz Namur
  - Rachel Stevens, brytyjska piosenkarka, aktorka
- 1979:
  - Graeme Brown, australijski kolarz torowy i szosowy
  - Angela Cardoso, angolska koszykarka
  - Ryan Cox, południowoafrykański kolarz (zm. 2007)
  - Adriana Dadci, polska judoczka
  - Katsuni, francuska aktorka pornograficzna
  - Mario Matt, austriacki narciarz alpejski
- 1980:
  - Sarah Ayton, brytyjska żeglarka sportowa
  - Clueso, niemiecki raper, producent muzyczny
  - Alaksandr Kikiniou, białoruski zapaśnik
  - Jerko Leko, chorwacki piłkarz
  - Morad Mohammadi, irański zapaśnik
  - Dmitrij Nosow, rosyjski judoka
  - Maja Sikorowska, polska piosenkarka
  - Rickard Wallin, szwedzki hokeista
- 1981:
  - Milan Bartovič, słowacki hokeista
  - Antonio Ciano, włoski judoka
  - José Fernando Cubas, paragwajski szachista
  - A.J. Ellis, amerykański baseballista
  - Anna Gacek, polska dziennikarka muzyczna
  - Eric Harris, amerykański masowy morderca (zm. 1999)
  - Łukasz Jaworski, polski reżyser filmowy i telewizyjny
  - Ireneusz Jeleń, polski piłkarz
  - Albin Pelak, bośniacki piłkarz, bramkarz
  - Sergi Vidal, hiszpański koszykarz narodowości katalońskiej
- 1982:
  - Fabiana Beltrame, brazylijska wioślarka
  - Samuel Chapanga, mozambicki piłkarz
  - Carlos Hernández, kostarykański piłkarz
  - Krzysztof Janik, polski kierowca rajdowy
  - Róża Kasprzak, polska lekkoatletka, tyczkarka
- 1983:
  - Omar Daoud, libijski piłkarz (zm. 2018)
  - Lukáš Dlouhý, czeski tenisista
  - Igor Grigorienko, rosyjski hokeista
  - Kafar, polski raper
  - Adrian Sălăgeanu, rumuński piłkarz
  - Ken Skupski, brytyjski tenisista pochodzenia macedońskiego
  - Nasir Supardi, indonezyjski piłkarz
- 1984:
  - Óscar Razo, meksykański piłkarz
  - Wojciech Skaba, polski piłkarz, bramkarz
  - Muhamed Toromanović, bośniacki piłkarz ręczny
- 1985:
  - Michaił Aleksandrow, bułgarsko-amerykański pływak
  - Marcin Kowalczyk, polski piłkarz
  - Anna Kunajewa, rosyjska biathlonistka
  - Christian Noboa, ekwadorski piłkarz
  - Antonio Nocerino, włoski piłkarz
  - Vicky Robson, kanadyjska lekkoatletka, tyczkarka
  - Linda Villumsen, nowozelandzka kolarka szosowa i torowa pochodzenia duńskiego
- 1986:
  - Mirna Jukić, austriacka pływaczka pochodzenia chorwackiego
  - Luca Marin, włoski pływak
  - Leighton Meester, amerykańska aktorka, piosenkarka
  - Zhang Hongtao, chiński gimnastyk
- 1987:
  - Paddy Barnes, irlandzki bokser
  - Eric Campbell, amerykański baseballista
  - Kévin Gameiro, francuski piłkarz pochodzenia kabowerdyjskiego
  - Craig Mabbitt, amerykański muzyk, wokalista, członek zespołów: Blessthefall, The Word Alive i Escape the Fate
  - Jesse McCartney, amerykański piosenkarz
  - Sandra Samos, polska aktorka
- 1988:
  - Tatjana Bokan, czarnogórska siatkarka
  - Michał Czaderna, polski aktor
  - Nikita Dawydow, rosyjski hokeista, bramkarz
  - Anita Filipovics, węgierska siatkarka
  - Mayookha Johny, indyjska lekkoatletka, skoczkini w dal i trójskoczkini
  - Christer Kleiven, norweski piłkarz
  - Aleksandr Łazuszyn, rosyjski hokeista, bramkarz
  - Anastasija Mikłaszewicz, białoruska siatkarka
  - Minna Nikkanen, fińska lekkoatletka, tyczkarka
  - Rodrigo Rojas, paragwajski piłkarz
  - Ismail Belmaalam, marokański piłkarz
- 1989 - Michał Rado, polski samorządowiec, wicemarszałek województwa dolnośląskiego
- 1990:
  - Aleksandyr Aleksandrow, białoruski i azerski wioślarz
  - Ram Bahadur Bomjon, nepalski święty buddyjski
  - Siergiej Czerniecki, rosyjski kolarz szosowy i torowy
  - Ruth Jepngetich, kenijska siatkarka
  - Nelly Moenne-Loccoz, francuska snowboardzistka
  - Siarhiej Paliciewicz, białoruski piłkarz
  - Kristen Stewart, amerykańska modelka, aktorka
  - Maryna Szkiermankowa, białoruska sztangistka
- 1991:
  - Gaj Asulin, izraelski piłkarz
  - Ayman Ashraf, egipski piłkarz
  - Luke Durbridge, australijski kolarz torowy i szosowy
  - Ryan Kelly, amerykański koszykarz
  - Axel Pons, hiszpański motocyklista wyścigowy
  - Alexander Ring, fiński piłkarz
  - Darlan Romani, brazylijski lekkoatleta, kulomiot
  - Roman Szymański, polski koszykarz
  - Marine Vacth, francuska aktorka, modelka
  - Liam Williams, walijski rugbysta
- 1992:
  - Fernando Aristeguieta, wenezuelski piłkarz
  - Allen Crabbe, amerykański koszykarz
  - Paula Czerwińska, polska siatkarka
  - Isabella King, australijska kolarka torowa
  - Pawło Krutous, ukraiński koszykarz
  - Jelena Łaszmanowa, rosyjska lekkoatletka, chodziarka
  - Brendon Rodney, kanadyjski lekkoatleta, sprinter
  - Anna Willcox-Silfverberg, nowozelandzka narciarka dowolna
- 1993:
  - Richárd Bohus, węgierski pływak
  - Adam Fogt, duński piłkarz, futsalista
  - Thomas Lackner, austriacki skoczek narciarski
  - Sofia Mabergs, szwedzka curlerka
  - Jackie Marrero, portorykański piłkarz
  - Məmmədəli Mehdiyev, azerski judoka
  - Xhensila Myrtezaj, albańska piosenkarka
- 1994:
  - Muna Chalid, egipska szachistka
  - Rosamaria Montibeller, brazylijska siatkarka
  - Brad Smith, australijski piłkarz pochodzenia angielskiego
- 1995:
  - Böðvar Böðvarsson, islandzki piłkarz
  - Jemerrio Jones, amerykański koszykarz
  - Monika Kobylińska, polska piłkarka ręczna
- 1996:
  - Emerson Hyndman, amerykański piłkarz pochodzenia portugalskiego
  - Celina Leffler, niemiecka lekkoatletka, wieloboistka
  - Paulina Ligarska, polska lekkoatletka, wieloboistka
  - Giovani Lo Celso, argentyński piłkarz
  - Tyler Lydon, amerykański koszykarz
  - Jordan McLaughlin, amerykański koszykarz
  - Anti Wasilandonaki, grecka siatkarka
- 1997:
  - Chawki Doulache, algierski zapaśnik
  - Kim Son-hyang, północnokoreańska zapaśniczka
  - Aleksiej Kononow, rosyjski siatkarz
- 1998:
  - Elle Fanning, amerykańska aktorka
  - James McGarry, nowozelandzki piłkarz
- 1999:
  - Saddiq Bey, amerykański koszykarz
  - Isaac Hempstead-Wright, brytyjski aktor
  - Lil Nas X, amerykański raper, piosenkarz, autor tekstów
  - Anamaria Vartolomei, francusko-rumuńska aktorka
  - Rúben Vinagre, portugalski piłkarz
  - Kiana Williams, amerykańska koszykarka
- 2000:
  - Piotr Alexewicz, polski pianista
  - Tiago Djaló, portugalski piłkarz
  - Jackie Evancho, amerykańska piosenkarka
  - Stanley Mburu, kenijski lekkoatleta, długodystansowiec
  - Kaori Sakamoto, japońska łyżwiarka figurowa
  - Marion Thénault, kanadyjska narciarka dowolna
- 2001:
  - Sinaly Diomandé, iworyjski piłkarz
  - Uziel García, meksykański piłkarz
  - Mauricio Isais, meksykański piłkarz
  - Aleksander Paluszek, polski piłkarz
  - Brooke Raboutou, amerykańska wspinaczka sportowa
- 2002 – Fabinho, brazylijski piłkarz
- 2003:
  - Marija Bondarienko, rosyjska tenisistka
  - Siri Wigger, szwajcarska biegaczka narciarska

## Zmarli
- 585 p.n.e. – Jimmu, pierwszy cesarz Japonii (ur. 711 p.n.e.)
- 88 – Han Zhangdi, cesarz Chin (ur. 57)
- 491 – Zenon Izauryjczyk, cesarz wschodniorzymski (ur. 425)
- 715 – Konstantyn, papież (ur. ?)
- 730 – Hugo z Rouen, francuski duchowny katolicki, biskup Rouen, Paryża i Bayeux, święty (ur. ?)
- 806 – Kammu, cesarz Japonii (ur. 737)
- 994 – Mlada Maria, czeska księżniczka, zakonnica (ur. po 935)
- 1024 – Benedykt VIII, papież (ur. ?)
- 1137 – Wilhelm X Święty, książę Akwitanii (ur. 1099)
- 1241:
  - Bolesław Dypoldowic, książę czeski z dynastii Przemyślidów (ur. 1282 lub 83)
  - Henryk II Pobożny, książę wrocławski, krakowski i wielkopolski (ur. 1196–1204)
  - Stefan Starszy z Wierzbna, śląski dworzanin (ur. ?)
  - Sulisław, małopolski możnowładca (ur. ?)
- 1302 – Konstancja Hohenstauf, królowa Aragonii (ur. 1249)
- 1331 – (lub 1333) Kunegunda Łokietkówna, królewna polska, księżna świdnicka (ur. ok. 1295)
- 1414 – Fryderyk III z Saarwerden, arcybiskup Kolonii i książę-elektor Rzeszy (ur. 1348)
- 1425 – John Wakering, angielski duchowny katolicki, biskup Norwich (ur. ?)
- 1434 – Ardicino della Porta, włoski kardynał (ur. 1434)
- 1483 – Edward IV York, król Anglii (ur. 1442)
- 1484 – Edward z Middleham, książę Walii (ur. 1473)
- 1553 – François Rabelais, francuski duchowny katolicki, lekarz, pisarz (ur. ok. 1494)
- 1557 – Mikael Agricola, fiński duchowny protestancki, biskup Turku, twórca literackiego języka fińskiego (ur. 1510)
- 1605 – Krystyna von Barby, niemiecka hrabina (ur. 1551)
- 1626 – Francis Bacon, angielski filozof, prawnik, eseista, polityk (ur. 1561)
- 1627 – Krzysztof Stefan Sapieha, pisarz wielki litewski, starosta lidzki, mścisławski i wilkijski (ur. 1590)
- 1629 – Pietro Valier, włoski duchowny katolicki, biskup Cenedy, biskup Padwy, nuncjusz apostolski, kardynał (ur. 1574)
- 1648 – Stanisław Czaplic, polski prawnik, wykładowca akademicki (ur. 1590)
- 1650 – Gaspare Mattei, włoski kardynał, nuncjusz apostolski (ur. 1598)
- 1654 – Mateusz Basarab, hospodar Wołoszczyzny (ur. 1588)
- 1672 – Maulaj Raszid, sułtan Maroka (ur. 1631)
- 1701 – Jerzy Wawrzyniec Zemiłła, polski szlachcic, polityk (ur. ?)
- 1704 – Wilhelm Egon von Fürstenberg, niemiecki duchowny katolicki, biskup Strasburga, kardynał (ur. 1629)
- 1712 – Giuseppe Archinto, włoski duchowny katolicki, arcybiskup Mediolanu, kardynał (ur. 1651)
- 1719 – Gustav Henrik Müllern, szwedzki arystokrata, polityk, dyplomata (ur. 1664)
- 1728 – Jan Tomasz Józefowicz, polski duchowny katolicki, historyk (ur. 1662)
- 1731 – Robert Benson, brytyjski arystokrata, polityk, dyplomata (ur. 1676)
- 1747 – Simon Fraser, szkocki arystokrata, jakobita (ur. ok. 1667)
- 1754 – Christian Wolff, niemiecki filozof, matematyk, prawnik, wykładowca akademicki (ur. 1679)
- 1768 – Sarah Fielding, brytyjska pisarka (ur. 1710)
- 1780 – Giuseppe Maria Castelli, włoski kardynał (ur. 1705)
- 1790 – Muhammad III, sułtan Maroka (ur. 1710)
- 1794 – Małgorzata Rutan, francuska zakonnica, błogosławiona (ur. 1736)
- 1796 – Fryderyk Albert, książę Anhalt-Bernburg (ur. 1735)
- 1798 – Józef Fryderyk Wilhelm, książę Hohenzollern-Hechingen (ur. 1717)
- 1801 – Paul Weidmann, austriacki pisarz (ur. 1744)
- 1802 – Franciszek Stanisław Hutten-Czapski, polski polityk (ur. 1725)
- 1804 – Jacques Necker, francuski polityk, generalny kontroler finansów pochodzenia szwajcarskiego (ur. 1732)
- 1806 – Wilhelm V Orański, stadhouder Republiki Zjednoczonych Prowincji (ur. 1748)
- 1810 – Alessandro Malaspina, włoski arystokrata, oficer hiszpańskiej marynarki wojennej, odkrywca (ur. 1754)
- 1830 – Antoni Jan Czetwertyński-Światopełk, polski szlachcic, generał adiutant, polityk (ur. 1744)
- 1837 – Domenico Quaglio Młodszy, niemiecki malarz, grawer, architekt pochodzenia włoskiego (ur. 1887)
- 1845 – Leonard Ludwik Maringe, polski kupiec, sędzia Trybunału Handlowego pochodzenia francuskiego (ur. 1872)
- 1847:
  - Jan Paweł Lelewel, polski inżynier wojskowy i cywilny, budowniczy, urbanista, malarz (ur. 1796)
  - Filip Neriusz Walter, polski chemik, wykładowca akademicki (ur. 1810)
- 1850 – William Prout, brytyjski lekarz, chemik (ur. 1785)
- 1857 – Antonio María Esquivel, hiszpański malarz (ur. 1806)
- 1858 – Joseph Karl Stieler, niemiecki malarz (ur. 1781)
- 1861 – Michał Landy, polski uczeń pochodzenia żydowskiego (ur. 1844)
- 1863 – Bolesław Dehnel, polski działacz niepodległościowy, uczestnik powstania styczniowego (ur. 1830)
- 1865 – Adolf Kudasiewicz, polski językoznawca, pedagog (ur. 1820)
- 1868 – Franciszek Gajewski, polski pułkownik, uczestnik powstania listopadowego (ur. 1792)
- 1874 – Maria, księżniczka rumuńska (ur. 1870)
- 1876 – Philippe Grass, francuski rzeźbiarz (ur. 1801)
- 1878 – Józef Antoni Boretti, polski architekt, konserwator zabytków (ur. 1825)
- 1880 – John Pakington, brytyjski polityk (ur. 1799)
- 1882 – Dante Gabriel Rossetti, brytyjski poeta, malarz, tłumacz (ur. 1828)
- 1883 – January Poźniak, polski sędzia, poeta (ur. 1809)
- 1886 – Michał Heydenreich, polski podpułkownik armii rosyjskiej, generał w powstaniu styczniowym pochodzenia niemiecko-francuskiego (ur. 1831)
- 1889 – Michel Eugène Chevreul, francuski chemik, wykładowca akademicki (ur. 1786)
- 1890 – Feliks Daszyński, polski działacz socjalistyczny, publicysta (ur. 1863)
- 1892 – Feliks Gondek, polski duchowny katolicki, pisarz (ur. 1821)
- 1897 – Friedrich Georg von Bunge, niemiecki prawnik, historyk prawa, wykładowca akademicki (ur. 1802)
- 1898 – Lovro Monti, włoski prawnik, polityk, działacz dalmatyński (ur. 1835)
- 1902 – Salomon Barciński, polski przemysłowiec pochodzenia żydowskiego (ur. 1850)
- 1903 – Jan Berger, czeski pedagog, muzyk (ur. 1830)
- 1904 – Izabela II, królowa Hiszpanii (ur. 1830)
- 1905:
  - Susan Coolidge, amerykańska pisarka (ur. 1835)
  - Frederic Thesiger, brytyjski arystokrata, generał (ur. 1827)
- 1909 – Paschal Grousset, francuski dziennikarz, tłumacz, pisarz science fiction, rewolucjonista, polityk (ur. 1844)
- 1912 – Józef Merunowicz, polski lekarz, urzędnik (ur. 1849)
- 1915:
  - Friedrich Loeffler, niemiecki lekarz, bakteriolog, higienista, wykładowca akademicki (ur. 1852)
  - Raymond Whittindale, brytyjski rugbysta (ur. 1883)
- 1916 – Wilhelm Sauer, niemiecki organmistrz (ur. 1831)
- 1917:
  - Caspar René Gregory, amerykańsko-niemiecki biblista (ur. 1846)
  - Edward Thomas, brytyjski prozaik, poeta (ur. 1878)
- 1920:
  - Moritz Benedikt Cantor, niemiecki historyk matematyki, wykładowca akademicki (ur. 1829)
  - Daniel Kelly, amerykański lekkoatleta, sprinter i skoczek w dal (ur. 1883)
- 1921 – Ernesto Nathan, włoski polityk, burmistrz Rzymu pochodzenia żydowskiego (ur. 1848)
- 1922 – Patrick Manson, brytyjski parazytolog, wykładowca akademicki (ur. 1844)
- 1923:
  - Maurits Binger, holenderski reżyser, producent i scenarzysta filmowy (ur. 1868)
  - Stanisław Orłowski, polski neurolog, psychiatra, wykładowca akademicki (ur. 1868)
- 1924:
  - Emile-Auguste Allgeyer, francuski duchowny katolicki, duchacz, misjonarz, wikariusz apostolski Północnego Zanguebaru i Zanzibaru (ur. 1856)
  - Julian Brunicki, polski baron, ziemianin, polityk (ur. 1864)
  - Stephan Krehl, niemiecki kompozytor, pedagog, teoretyk muzyki (ur. 1864)
  - Hadrian Osmołowski, polski bernardyn, misjonarz, czcigodny Sługa Boży (ur. 1838)
- 1926 – Stanisław Jan Starowieyski, polski ziemianin, polityk, poseł na Sejm Ustawodawczy (ur. 1866)
- 1928 – Maciej Moraczewski, polski architekt (ur. 1840)
- 1929 – Władysław Beksiński, polski inżynier architekt (ur. 1850)
- 1930:
  - Adolf Dirr, niemiecki językoznawca, etnolog, pedagog (ur. 1867)
  - Nicola Marconi, włoski duchowny katolicki, biskup Pultu w Albanii (ur. 1842)
- 1931 – Nicholas Longworth, amerykański polityk (ur. 1869)
- 1932 – Stefan Mokrzecki, polski generał dywizji (ur. 1862)
- 1933:
  - Sigfrid Karg-Elert, niemiecki kompozytor (ur. 1877)
  - Liang Shiyi, chiński polityk, premier Republiki Chińskiej (ur. 1869)
- 1935 – Israel Schorr, żydowski kantor (ur. 1886)
- 1936 – Ferdinand Tönnies, niemiecki socjolog, ekonomista, filozof, wykładowca akademicki (ur. 1855)
- 1937:
  - Samuel Abbe, polski kupiec, przemysłowiec pochodzenia żydowskiego (ur. 1876)
  - Jan Brzeskot, polski działacz związkowy i narodowy, redaktor, radny Rady Miejskiej w Katowicach, poseł na Sejm Śląski III kadencji (ur. 1873)[3]
  - Franciszek Fiszer, polski erudyta, filozof, autor anegdot (ur. 1860)
- 1938 – Carl Kronacher, niemiecki weterynarz, genetyk, wykładowca akademicki (ur. 1871)
- 1939:
  - Chaim Pozner, polski rabin wojskowy (ur. 1871)
  - Adolfina Zimajer, polska aktorka, śpiewaczka operowa i operetkowa, dyrektorka teatru (ur. 1852)
- 1940:
  - John Finan Barry, amerykański adwokat, szachista, działacz szachowy (ur. 1873)
  - Stanisław Gierka, polski major piechoty, działacz niepodległościowy (ur. 1898)
  - Stanisław Zdzisław Kozłowski, polski porucznik lekarz (ur. 1907)
  - Henryk Minkiewicz, polski generał dywizji (ur. 1880)
  - Adam Obrubański, polski porucznik piechoty, prawnik, piłkarz, trener i sędzia piłkarski, dziennikarz (ur. 1892)
  - Jan Okupski, polski major geograf (ur. 1897)
  - Jan Józefat Potocki, polski duchowny ewangelicko-reformowany, działacz niepodległościowy, a następnie polonijny w USA, naczelny kapelan duszpasterstwa ewangelicko-reformowanego w WP, major (ur. 1888)
  - Leonard Rola-Szadkowski, polski lekarz wojskowy (ur. 1881)
  - Mieczysław Smorawiński, polski generał brygady (ur. 1893)
  - Adam Solski, polski major piechoty (ur. 1895)
  - Antoni Stefanowski, polski pułkownik lekarz (ur. 1885)
  - Paweł Szyfter, polski żołnierz, powstaniec wielkopolski (ur. 1893)
  - Stanisław Trojan, polski major piechoty (ur. 1894)
  - Jean Verdier, francuski duchowny katolicki, arcybiskup Paryża, kardynał (ur. 1864)
  - Zbigniew Wyskiel, polski prawnik, podporucznik rezerwy piechoty (ur. 1912)
- 1941 – Lucyna Kotarbińska, polska pisarka, publicystka, działaczka społeczna (ur. 1858)
- 1942 – Kazimierz Kosiba, polski major piechoty (ur. 1893)
- 1943:
  - Karol Jenike, polski inżynier, przemysłowiec, samorządowiec (ur. 1872)
  - Stefan Tomicki, polski podporucznik pilot (ur. 1915)
  - Stanisław Windakiewicz, polski historyk literatury, wykładowca akademicki (ur. 1863)
- 1944:
  - Celestyna Faron, polska zakonnica, męczennica, błogosławiona (ur. 1913)
  - Edward Gleason, amerykański strzelec sportowy (ur. 1869)
  - Stefan Natanson, polski inżynier, działacz polityczny i społeczny, krytyk muzyczny pochodzenia żydowskiego (ur. 1872)
  - Jewgienija Rudniewa, radziecka nawigator-bombardier (ur. 1920)
  - Bolesław Wallek-Walewski, polski kompozytor, dyrygent (ur. 1885)
- 1945:
  - Dietrich Bonhoeffer, niemiecki teolog luterański (ur. 1906)
  - Wilhelm Canaris, niemiecki admirał, szef Abwehry (ur. 1887)
  - Hans Oster, niemiecki generał (ur. 1887)
  - Marian Wieleżyński, polski inżynier chemik (ur. 1879)
- 1948:
  - Trygve Edin, norweski skoczek narciarski (ur. 1911)
  - Jorge Eliécer Gaitán, kolumbijski adwokat, polityk (ur. 1902)
- 1949:
  - Henryk Jakubanis, polski filolog klasyczny, filozof, wykładowca akademicki (ur. 1879)
  - Radovan Košutić, serbski slawista, wykładowca akademicki (ur. 1866)
  - Paul Leroy, francuski łucznik (ur. 1884)
  - Eugeniusz Smoliński, polski chemik, żołnierz AK (ur. 1905)
- 1950 – Michał Daroszewski, polski działacz PPS (ur. 1876)
- 1951 – Vilhelm Bjerknes, norweski meteorolog, fizyk, wykładowca akademicki (ur. 1862)
- 1953:
  - Eugen Pollak, austriacki neurolog, neuropatolog pochodzenia żydowskiego (ur. 1891)
  - Stefan Półrul, polski żołnierz, uczestnik podziemia antykomunistycznego (ur. 1926)
  - Hans Reichenbach, niemiecki filozof, logik (ur. 1891)
  - Stanisław Wojciechowski, polski polityk, minister spraw wewnętrznych, prezydent RP (ur. 1869)
- 1954 – Wacław Borowski, polski malarz, grafik, litograf, scenograf (ur. 1885)
- 1955 – Aleksiej Abrikosow, rosyjski patolog, wykładowca akademicki (ur. 1875)
- 1957 – Gaetano De Sanctis, włoski historyk, wykładowca akademicki, polityk (ur. 1870)
- 1959:
  - Hans Koch, niemiecki teolog, historyk, wykładowca akademicki, oficer Abwehry (ur. 1894)
  - Frank Lloyd Wright, amerykański architekt (ur. 1867)
- 1960 – Edward Brisch, polsko-brytyjski inżynier (ur. 1901)
- 1961:
  - Jan Siwiec, polski polityk, poseł na Sejm RP (ur. 1891)
  - Ahmed Zogu, albański polityk, premier, prezydent i król Albanii (ur. 1895)
- 1962:
  - Kaspar Hassel, norweski architekt, żeglarz sportowy (ur. 1877)
  - Harold Lamb, amerykański pisarz, historyk (ur. 1892)
  - Leonid Sołowjow, rosyjski pisarz, scenarzysta filmowy (ur. 1906)
- 1963 – Leonard Michalski, polski oficer, kawaler Orderu Virtuti Militari (ur. 1894)
- 1964:
  - Nuriye Ulviye Mevlan Civelek, turecka dziennikarka, feministka (ur. 1893)
  - Żenja Twerski, izraelska działaczka społeczna, polityk (ur. 1904)
- 1965:
  - Albert Meyer, amerykański duchowny katolicki, arcybiskup Chicago, kardynał (ur. 1903)
  - Anton Łopatin, radziecki generał porucznik (ur. 1897)
- 1966 – Jan Treter, polski ekonomista, wykładowca akademicki (ur. 1889)
- 1967 – Thomas Humphreys, brytyjski lekkoatleta, długodystansowiec (ur. 1890)
- 1968 – Zofia Kossak-Szczucka, polska pisarka, działaczka podziemia antyhitlerowskiego (ur. 1889)
- 1969 – Johannes Lange, niemiecka ofiara muru berlińskiego (ur. 1940)
- 1970:
  - Istvan Kozma, węgierski zapaśnik (ur. 1939)
  - Gogo Nushi, albański polityk komunistyczny (ur. 1913)
  - Gonzague de Reynold, szwajcarski historyk (ur. 1880)
  - Mieczysław Ruszkowski, polski rzeźbiarz ludowy (ur. 1897)
- 1971 – Ernesto Paterno Castello di Carcaci, włoski arystokrata, tymczasowy namiestnik zakonu joannitów (ur. 1882)
- 1972:
  - James F. Byrnes, amerykański polityk (ur. 1879)
  - Stanisz Łazarow, bułgarski artysta cyrkowy, pedagog (ur. 1910)
  - Józef Twardzicki, polski ekonomista, bankowiec, polityk, prezydent Bydgoszczy (ur. 1890)
- 1973:
  - Bonawentura Lenart, polski grafik, liternik (ur. 1881)
  - Roberts Osis, łotewski wojskowy, polityk, kolaborant (ur. 1900)
- 1974:
  - Pierre Petiteau, francuski rugbysta (ur. 1899)
  - Mieczysław Szczudłowski, polski podpułkownik dyplomowany pilot (ur. 1896)
- 1976:
  - Saneatsu Mushanokōji, japoński prozaik, dramaturg, poeta, artysta, filozof (ur. 1885)
  - Phil Ochs, amerykański piosenkarz (ur. 1940)
  - Renato Petronio, włoski wioślarz (ur. 1891)
- 1977:
  - Julius Friedrich, niemiecki polityk, burmistrz Wuppertalu, komisaryczny prezydent Katowic (ur. 1883)
  - Josep Planas, hiszpański piłkarz, trener (ur. 1901)
- 1978:
  - Vivian McGrath, australijski tenisista (ur. 1916)
  - Władimir Wasiljew, radziecki polityk (ur. 1918)
- 1979 – Tanasz Kojczubajew, radziecki polityk (ur. 1914)
- 1980:
  - Mieczysław Chmura, polski hokeista, trener (ur. 1934)
  - Muhammad Bakir as-Sadr, iracki duchowny szyicki, ajatollah (ur. 1935)
- 1981 – Jahja at-Tahir Abd Allah, egipski pisarz (ur. 1942)
- 1982 – Robert Havemann, wschodnioniemiecki chemik, dysydent (ur. 1910)
- 1983 – Nikołaj Charłamow, radziecki admirał (ur. 1905)
- 1984:
  - Paul-Pierre Philippe, francuski kardynał (ur. 1905)
  - Adolf Wagner, niemiecki sztangista (ur. 1911)
- 1985:
  - Gaspër Çurçia, albański trębacz, dyrygent (ur. 1934)
  - Augustyn Halotta, polski górnik, pisarz, aktor (ur. 1916)
  - Bencjon Wul, rosyjski fizyk, wykładowca akademicki (ur. 1903)
- 1986:
  - Andrzej Nowicki, polski poeta, satyryk, tłumacz (ur. 1909)
  - Alfred Schönherr, niemiecki działacz komunistyczny, pułkownik Stasi (ur. 1909)
  - Rezső Wanié, węgierski pływak (ur. 1908)
- 1987 – Paul Pruyser, amerykański psycholog kliniczny pochodzenia holenderskiego (ur. 1916)
- 1988:
  - Brook Benton, amerykański wokalista i kompozytor rhythmandbluesowy (ur. 1931)
  - Janusz Mazanek, polski aktor (ur. 1901)
- 1991:
  - Norris Bowden, kanadyjski łyżwiarz figurowy (ur. 1926)
  - Maria Czekańska, polska geograf, wykładowczyni akademicka (ur. 1902)
  - Forrest Towns, amerykański lekkoatleta, płotkarz (ur. 1914)
- 1992:
  - Jan Safarewicz, polski językoznawca, wykładowca akademicki (ur. 1904)
  - Alfred Szklarski, polski pisarz (ur. 1912)
- 1993:
  - Lindalwa Justo de Oliveira, brazylijska szarytka, męczennica, błogosławiona (ur. 1953)
  - Włodzimierz Kamiński, polski muzykolog, instrumentolog, pedagog (ur. 1930)
- 1994:
  - Zbigniew Chałko, polski dziennikarz, poeta (ur. 1921)
  - Mieczysław Maneli, polski prawnik, wykładowca akademicki, dyplomata (ur. 1922)
- 1995:
  - Paola Borboni, włoska aktorka (ur. 1900)
  - Edda Ciano, Włoszka, starsza córka Benito Mussoliniego (ur. 1910)
  - Karel Kněnický, czeski lekkoatleta, sprinter (ur. 1908)
  - Jan Knutelski, polski skrzypek ludowy (ur. 1930)
  - Kazimierz Kucharski, polski lekkoatleta, średniodystansowiec, trener (ur. 1909)
- 1996:
  - Richard Condon, amerykański pisarz (ur. 1915)
  - Paul Leder, amerykański aktor, reżyser, producent, scenarzysta i montażysta filmowy (ur. 1926)
  - Otto Licha, austriacki piłkarz ręczny (ur. 1912)
- 1997:
  - Antoni Dzieduszycki, polski dziennikarz, historyk sztuki (ur. 1937)
  - Wu Zuoren, chiński malarz (ur. 1908)
- 1998 – John Tate, amerykański bokser (ur. 1955)
- 1999:
  - Jones Chilengi, zambijski piłkarz (ur. 1955)
  - Géza Hegedüs, węgierski pisarz (ur. 1912)
  - Ibrahim Baré Maïnassara, nigerski generał, polityk, prezydent Nigru (ur. 1949)
  - Wacław Odyniec, polski historyk, wykładowca akademicki (ur. 1922)
  - Irena Rybotycka, polsko-brytyjska wydawczyni, księgarka (ur. 1908)
  - Raúl Silva Henríquez, chilijski duchowny katolicki, arcybiskup Santiago, kardynał (ur. 1907)
- 2000:
  - Tony Cliff, brytyjski trockista pochodzenia żydowskiego (ur. 1917)
  - W. Bruce Lincoln, amerykański historyk, wykładowca akademicki (ur. 1938)
- 2001:
  - Roque Ditro, argentyński piłkarz (ur. 1936)
  - Graziella Sciutti, włoska śpiewaczka operowa (sopran) (ur. 1927)
  - Willie Stargell, amerykański baseballista (ur. 1940)
- 2002:
  - Pat Flaherty, amerykański kierowca wyścigowy (ur. 1926)
  - Leopold Vietoris, austriacki matematyk, wykładowca akademicki, superstulatek (ur. 1891)
- 2003:
  - Jan Szyrocki, polski inżynier, wykładowca akademicki, muzyk, dyrygent (ur. 1931)
  - Vera Zorina, niemiecka tancerka, choreografka (ur. 1917)
- 2004:
  - Lelia Abramo, brazylijska aktorka (ur. 1911)
  - Harry Babbitt, amerykański piosenkarz (ur. 1913)
  - Sein Lwin, birmański generał, polityk, premier i prezydent Birmy (ur. 1923)
  - Julius Sang, kenijski lekkoatleta, sprinter (ur. 1946)
  - Daria Trafankowska, polska aktorka (ur. 1954)
  - Hannelore Valencak, austriacka pisarka (ur. 1929)
  - Jiří Weiss, czeski reżyser filmowy (ur. 1913)
- 2005:
  - Andrea Dworkin, amerykańska socjolog, feministka, pisarka pochodzenia żydowskiego (ur. 1946)
  - Figueiró, brazylijski piłkarz (ur. 1934)
  - Jerzy Grzegorzewski, polski reżyser i scenograf teatralny (ur. 1939)
- 2006:
  - Georges Rawiri, gaboński polityk (ur. 1932)
  - Vilgot Sjöman, szwedzki reżyser i scenarzysta filmowy (ur. 1924)
- 2007:
  - Egon Bondy, czeski pisarz, filozof (ur. 1930)
  - Piotr Kuncewicz, polski prozaik, poeta, krytyk literacki i teatralny, historyk literatury, publicysta, prezes ZLP (ur. 1936)
- 2008:
  - Daniela Klemenschits, austriacka tenisistka (ur. 1982)
  - Andrzej Ostoja-Owsiany, polski polityk, poseł na Sejm i senator RP (ur. 1931)
- 2009:
  - Edgar Buchwalder, szwajcarski kolarz szosowy (ur. 1916)
  - Kazimierz Orzechowski, polski prawnik, historyk prawa i państwa, wwykładowca akademicki, polityk, poseł na Sejm PRL (ur. 1923)
- 2010:
  - Dario Mangiarotti, włoski szpadzista (ur. 1915)
  - Zoltán Varga, węgierski piłkarz, trener (ur. 1945)
  - Monika Warneńska, polska pisarka, reportażystka (ur. 1922)
  - Ołeh Żukow, ukraiński piłkarz, trener (ur. 1920)
- 2011:
  - Pierre Celis, belgijski piwowar (ur. 1925)
  - Sidney Lumet, amerykański aktor, reżyser, scenarzysta i producent filmowy (ur. 1924)
- 2012:
  - Gerald Kron, amerykański astronom (ur. 1913)
  - Mark Lenzi, amerykański skoczek do wody (ur. 1968)
  - Robert Sokal, amerykański statystyk i entomolog (ur. 1926)
- 2013:
  - Mordechaj Miszani, izraelski prawnik, wojskowy, polityk (ur. 1945)
  - Benignus Wanat, polski karmelita bosy, prowincjał, profesor nauk teologicznych (ur. 1934)
  - Zao Wou-Ki, chiński malarz (ur. 1920)
  - Romuald Żyliński, polski kompozytor (ur. 1923)
- 2014:
  - David Harden, izraelski malarz, pisarz, tłumacz, działacz kulturalny (ur. 1926)
  - Boniface Lele, kenijski duchowny katolicki, arcybiskup metropolita Mombasy (ur. 1947)
  - Arthur N.R. Robinson, trynidadzko-tobagijski polityk, premier i prezydent Trynidadu i Tobago (ur. 1926)
  - Ferdinando Terruzzi, włoski kolarz torowy i szosowy (ur. 1924)
- 2015:
  - Stanisław Alexandrowicz, polski historyk, pilot szybowcowy (ur. 1931)
  - Józef Raniowski, polski muzealnik, działacz ludowy (ur. 1940)
  - Rogwołd Suchowierko, rosyjski aktor (ur. 1941)
  - Sascha Weidner, niemiecki fotograf, artysta (ur. 1974)
- 2016:
  - Frank Baron, dominicki przedsiębiorca, wydawca, polityk, szef rządu (ur. 1931)
  - Lucas Martínez Lara, meksykański duchowny katolicki, biskup Matehuali (ur. 1943)
- 2017:
  - Carme Chacón, hiszpańska prawnik, polityk, minister mieszkalnictwa i obrony (ur. 1971)
  - Dieter Kottysch, niemiecki bokser (ur. 1943)
- 2018:
  - Stefan Mustafa Abramowicz, polski ułan, porucznik pochodzenia tatarskiego (ur. 1915)
  - Dżigdżidijn Mönchbat, mongolski zapaśnik (ur. 1941)
  - Felipe Tejeda García, meksykański duchowny katolicki, biskup pomocniczy archidiecezji meksykańskiej (ur. 1935)
  - Edward Zajiček, polski kierownik produkcji filmowej, pedagog (ur. 1922)
- 2019:
  - Héctor Manuel Rivera Pérez, portorykański duchowny katolicki, biskup pomocniczy San Juan de Puerto Rico (ur. 1933)
  - Charles Van Doren, amerykański pisarz, wydawca (ur. 1926)
- 2020:
  - Clément-Joseph Hannouche, egipski duchowny katolicki obrządku syryjskiego, biskup Kairu (ur. 1950)
  - Zbigniew Kozłowski, polski piłkarz (ur. 1954)
  - Dmitrij Smirnow, rosyjski kompozytor, pedagog (ur. 1948)
  - Andrzej Strumiłło, polski malarz, grafik, rzeźbiarz, scenograf, poeta, prozaik (ur. 1927)
  - Ksienija Tripolitowa, rosyjska emigracyjna tancerka baletowa, pedagog (ur. 1915)
- 2021:
  - DMX, amerykański raper, kompozytor, producent muzyczny, aktor (ur. 1970)
  - Rudolf Furmanow, rosyjski aktor (ur. 1938)
  - Filip Mountbatten, brytyjski książę małżonek, książę Edynburga, mąż królowej Elżbiety II (ur. 1921)
  - Judith Reisman, amerykańska pisarka, badaczka w dziedzinie edukacji seksualnej i mediów (ur. 1935)
  - Helímenas Rojo Paredes, wenezuelski duchowny katolicki, arcybiskup Calabozo (ur. 1926)
- 2022:
  - Stephen Athipozhiyil, indyjski duchowny katolicki, biskup Alleppey (ur. 1944)
  - Michael Degen, niemiecki aktor (ur. 1932)
  - Michel Delebarre, francuski geograf, polityk, minister w kilku rządach (ur. 1946)
  - Jack Higgins, brytyjski pisarz (ur. 1929)
- 2023:
  - Dario Acquaroli, włoski kolarz górski (ur. 1975)
  - Janusz Połeć, polski brydżysta (ur. 1939)
  - Holger Sundström, szwedzki żeglarz sportowy (ur. 1925)
  - Maciej Prus, polski reżyser teatralny i operowy, aktor (ur. 1937)
  - James Timlin, amerykański duchowny katolicki, biskup Scranton (ur. 1927)
- 2024:
  - Władimir Aksionow, rosyjski inżynier, kosmonauta (ur. 1935)
  - Martin Chambers, brytyjski duchowny katolicki, biskup nominat Dunkeld (ur. 1964)
  - R.M. Veerappan, indyjski aktor, scenarzysta i producent filmowy, polityk (ur. 1926)
- 2025:
  - Kim Shin-jo, północnokoreański wojskowy, oficer sił specjalnych, duchowny protestancki, pastor (ur. 1942)
  - Wiera Sidorowa, kazachska agronom, polityk (ur. 1934)
  - Zdzisław Skorża, polski funkcjonariusz służb specjalnych (ur. 1958)